# Doulevant-le-Château
Doulevant-le-Château är en kommun i departementet Haute-Marne i regionen Grand Est (tidigare regionen Champagne-Ardenne) i nordöstra Frankrike. Kommunen ligger i kantonen Doulevant-le-Château som tillhör arrondissementet Saint-Dizier. År 2022 hade Doulevant-le-Château 367 invånare.

## Befolkningsutveckling
Antalet invånare i kommunen Doulevant-le-Château
| Referens: INSEE |